# Kataskomiq
Pour les articles homonymes, voir Whitworth.
Kataskomiq, anciennement Whitworth 21, est une réserve autochtone située dans la région administrative du Bas-Saint-Laurent au Québec, au Canada. Elle est administrée par la Première Nation Wolastoqiyik Wahsipekuk. La réserve est inhabitée et dépourvue de toute infrastructure. 

## Toponymie
À sa création la réserve prend son nom du canton de Whitworth  où elle est établie.
Le 16 avril 2021, la réserve change son nom pour celui de Kataskomiq. Le nom signifie « arrière-pays », « désert » ou encore « zone isolée » en wolastoqey latuwewakon,. L'appellation fait référence à la nature des terres, peu propices à l'agriculture.

## Histoire
La réserve de Whitworth voit légalement le jour en 1877. La bande autochtone porte le nom de l'ancienne réserve malécite, car en 1827, le gouvernement tente une première fois d'intéresser les Malécites à la colonisation en leur cédant un territoire situé dans le canton de Viger, mais qui n'existait pas encore à l'époque. La réserve était située dans la municipalité qui porte le nom aujourd'hui de Saint-Épiphane. Le peu de succès remporté par cette opération et la pression exercée par de nouveaux colons blancs intéressés à s'établir dans le secteur amènent le gouvernement à revendre ces terres en 1870. Dès 1855, le gouvernement projette d'ailleurs la réimplantation des Malécites dans le canton de Whitworth. Ce vœu se concrétise par la création de la réserve en 1877. 
Le territoire identifié sous le nom de « Whitworth Indian Reserve » sur un plan de 1912 sera fréquenté plutôt qu'habité par les Malécites ; on n'y retrouve donc pas de village comme tel et aucun résident permanent ne s'y trouve actuellement. Après plusieurs décennies d'inactivité, la bande de Viger a été reconstituée en 1987, permettant même la reconnaissance des Malécites comme onzième nation autochtone du Québec, en 1989. La bande adopte le nom de Première nation malécite de Viger en 1990.

## Géographie
Kataskomiq est située à 30 km au sud-est de Rivière-du-Loup sur la route transcanadienne,.
|  |